# Championnats du monde de luge

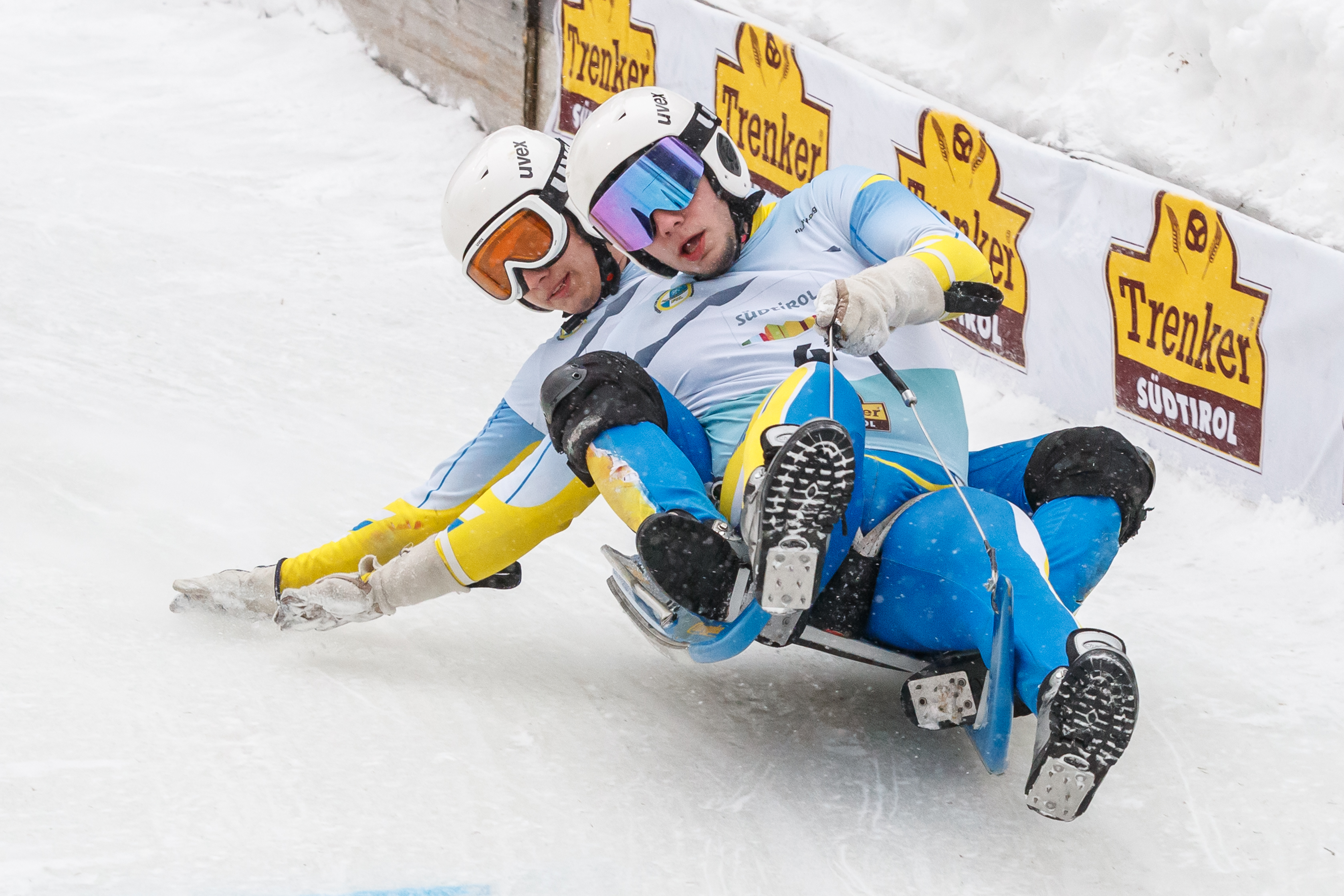
Aux championnats du monde de luge à Mariazell, Myroslav Lenko et Ivan Lenko, sportifs ukrainiens. Février 2022.

Les premiers Championnats du monde de luge se sont déroulés en 1955 sur une piste artificielle à Oslo, deux ans avant la création de la Fédération internationale de luge de course (FIL). Ils ont lieu toutes les années non-olympiques.

## Palmarès

### Simple

#### Hommes

##### Classique
| Épreuve                     | Or                | Argent                  | Bronze                |
| 2025 Whistler               | Max Langenhan     | Felix Loch              | Nico Gleirscher       |
| 2024 Altenberg              | Max Langenhan     | Nico Gleirscher         | Felix Loch            |
| 2023 Oberhof                | Jonas Müller      | Max Langenhan           | David Gleirscher      |
| 2021 Königssee              | RFL Roman Repilov | Felix Loch              | David Gleirscher      |
| 2020 Sotchi                 | Roman Repilov     | Jonas Müller            | Wolfgang Kindl        |
| 2019 Winterberg             | Felix Loch        | Reinhard Egger          | Semen Pavlichenko     |
| 2017 Igls                   | Wolfgang Kindl    | Roman Repilov           | Dominik Fischnaller   |
| 2016 Königssee              | Felix Loch        | Ralf Palik              | Wolfgang Kindl        |
| 2015 Sigulda                | Semen Pavlichenko | Felix Loch              | Wolfgang Kindl        |
| 2013 Whistler               | Felix Loch        | Andi Langenhan          | Johannes Ludwig       |
| 2012 Altenberg              | Felix Loch        | Albert Demchenko        | Armin Zöggeler        |
| 2011 Cesana                 | Armin Zöggeler    | Felix Loch              | Andi Langenhan        |
| 2009 Lake Placid            | Felix Loch        | Armin Zöggeler          | Daniel Pfister        |
| 2008 Oberhof                | Felix Loch        | David Möller            | Andi Langenhan        |
| 2007 Igls                   | David Möller      | Armin Zöggeler          | Jan Eichhorn          |
| 2005 Park City              | Armin Zöggeler    | Georg Hackl             | David Möller          |
| 2004 Nagano                 | David Möller      | Georg Hackl             | Martins Rubenis       |
| 2003 Sigulda                | Armin Zöggeler    | Martins Rubenis         | Reiner Margreiter     |
| 2001 Calgary                | Armin Zöggeler    | Georg Hackl             | Markus Prock          |
| 2000 Saint-Moritz           | Jens Müller       | Armin Zöggeler          | Georg Hackl           |
| 1999 Königssee              | Armin Zöggeler    | Jens Müller             | Norbert Huber         |
| 1997 Innsbruck              | Georg Hackl       | Markus Prock            | Gerhard Gleirscher    |
| 1996 Altenberg              | Markus Prock      | Georg Hackl             | Jens Müller           |
| 1995 Lillehammer            | Armin Zöggeler    | Georg Hackl             | Markus Prock          |
| 1993 Calgary                | Wendel Suckow     | Georg Hackl             | Wilfried Huber        |
| 1991 Winterberg             | Arnold Huber      | Georg Hackl             | Markus Prock          |
| 1990 Calgary                | Georg Hackl       | Markus Prock            | Jens Müller           |
| 1989 Winterberg             | Georg Hackl       | Jens Müller             | Johannes Schettel     |
| 1987 Innsbruck              | Markus Prock      | Jens Müller             | Sergey Danilin        |
| 1985 Oberhof                | Michael Walther   | Jörg Hoffmann           | Jens Müller           |
| 1983 Lake Placid            | Miroslav Zajonc   | Sergey Danilin          | Paul Hildgartner      |
| 1981 Hammarstrand           | Sergey Danilin    | Michael Walther         | Ernst Haspinger       |
| 1979 Königssee              | Detlef Günther    | Karl Brunner            | Paul Hildgartner      |
| 1978 Imst                   | Paul Hildgartner  | Anton Winkler           | Manfred Schmid        |
| 1977 Innsbruck              | Hans Rinn         | Horst Müller            | Anton Winkler         |
| 1975 Hammarstrand           | Wolfram Fiedler   | Manfred Schmid          | Harald Ehrig          |
| 1974 Königssee              | Josef Fendt       | Hans Rinn               | Horst Müller          |
| 1973 Oberhof                | Hans Rinn         | Wolfram Fiedler         | Harald Ehrig          |
| 1971 Valdaora               | Karl Brunner      | Leonhard Nagenrauft     | Josef Feistmantl      |
| 1970 Königssee              | Josef Fendt       | Josef Feistmantl        | Wolfgang Scheidel     |
| 1969 Königssee              | Josef Feistmantl  | Manfred Schmid          | Wolfgang Scheidel     |
| 1967 Hammarstrand           | Thomas Köhler     | Klaus-Michael Bonsack   | Josef Feistmantl      |
| 1965 Davos                  | Hans Plenk        | Mieczyslaw Pawelkiewicz | Erich Graber          |
| 1963 Imst                   | Fritz Nachmann    | Hans Plenk              | Klaus-Michael Bonsack |
| 1962 Krynica                | Thomas Köhler     | Jerzy Wojnar            | Jochen Asche          |
| 1961 Girenbad               | Jerzy Wojnar      | Hans Plenk              | Reinhold Senn         |
| 1960 Garmisch-Partenkirchen | Helmut Berndt     | Reinhold Frosch         | Hans Plenk            |
| 1959 Villard-de-Lans        | Herbert Thaler    | Josef Feistmantl        | David Moroder         |
| 1958 Krynica                | Jerzy Wojnar      | Ryszard Pedrak          | Reinhold Frosch       |
| 1957 Davos                  | Hans Schaller     | Bibi Torriani           | Erich Raffl           |
| 1955 Oslo                   | Anton Salvesen    | Josef Thaler            | Josef Isser           |

Par nation, nous avons le nombre de médailles suivant après 2025  :
| Rang  | Nation               | Or | Argent | Bronze | Total |
| ----- | -------------------- | -- | ------ | ------ | ----- |
| 1     | Allemagne            | 12 | 16     | 8      | 36    |
| 2     | Italie               | 9  | 4      | 9      | 22    |
| 3     | Allemagne de l'Ouest | 8  | 4      | 3      | 15    |
| 4     | Allemagne de l'Est   | 7  | 8      | 9      | 24    |
| 5     | Autriche             | 6  | 11     | 19     | 36    |
| 6     | Pologne              | 2  | 3      | 0      | 5     |
| 7     | Russie               | 2  | 2      | 1      | 5     |
| 8     | Union soviétique     | 1  | 1      | 1      | 3     |
| 9     | Canada               | 1  | 0      | 0      | 1     |
|       | États-Unis           | 1  | 0      | 0      | 1     |
|       | Norvège              | 1  | 0      | 0      | 1     |
|       | RFL                  | 1  | 0      | 0      | 1     |
| 13    | Lettonie             | 0  | 1      | 1      | 2     |
| 14    | Suisse               | 0  | 1      | 0      | 1     |
| Total | Total                | 51 | 51     | 51     | 153   |

##### Sprint
| Épreuve         | Or               | Argent                | Bronze              |
| 2024 Altenberg  | David Gleirscher | Max Langenhan         | Kristers Aparjods   |
| 2023 Oberhof    | Felix Loch       | Jonas Müller          | Max Langenhan       |
| 2021 Königssee  | Nico Gleirscher  | RFL Semen Pavlichenko | David Gleirscher    |
| 2020 Sotchi     | Roman Repilov    | David Gleirscher      | Dominik Fischnaller |
| 2019 Winterberg | Jonas Müller     | Felix Loch            | Semen Pavlichenko   |
| 2017 Igls       | Wolfgang Kindl   | Roman Repilov         | Dominik Fischnaller |
| 2016 Königssee  | Felix Loch       | Andi Langenhan        | Ralf Palik          |

Par nation, nous avons le nombre de médailles suivant après 2024  :
| Rang  | Nation    | Or | Argent | Bronze | Total |
| ----- | --------- | -- | ------ | ------ | ----- |
| 1     | Autriche  | 4  | 2      | 1      | 7     |
| 2     | Allemagne | 2  | 3      | 2      | 7     |
| 3     | Russie    | 1  | 1      | 1      | 3     |
| 4     | RFL       | 0  | 1      | 0      | 1     |
| 5     | Italie    | 0  | 0      | 2      | 2     |
| 6     | Lettonie  | 0  | 0      | 1      | 1     |
| Total | Total     | 7  | 7      | 7      | 21    |

#### Femmes

##### Classique
| Épreuve                     | Or                   | Argent               | Bronze                  |
| 2025 Whistler               | Julia Taubitz        | Merle Fräbel         | Emily Sweeney           |
| 2024 Altenberg              | Lisa Schulte         | Julia Taubitz        | Madeleine Egle          |
| 2023 Oberhof                | Anna Berreiter       | Julia Taubitz        | Dajana Eitberger        |
| 2021 Königssee              | Julia Taubitz        | Natalie Geisenberger | Dajana Eitberger        |
| 2020 Sotchi                 | Ekaterina Katnikova  | Julia Taubitz        | Victoria Demchenko      |
| 2019 Winterberg             | Natalie Geisenberger | Julia Taubitz        | Emily Sweeney           |
| 2017 Igls                   | Tatjana Hüfner       | Erin Hamlin          | Kimberley McRae         |
| 2016 Königssee              | Natalie Geisenberger | Martina Kocher       | Tatiana Ivanova         |
| 2015 Sigulda                | Natalie Geisenberger | Tatiana Ivanova      | Tatjana Hüfner          |
| 2013 Whistler               | Natalie Geisenberger | Tatjana Hüfner       | Alex Gough              |
| 2012 Altenberg              | Tatjana Hüfner       | Tatiana Ivanova      | Natalie Geisenberger    |
| 2011 Cesana                 | Tatjana Hüfner       | Natalie Geisenberger | Alex Gough              |
| 2009 Lake Placid            | Erin Hamlin          | Natalie Geisenberger | Natalia Yakushenko      |
| 2008 Oberhof                | Tatjana Hüfner       | Natalie Geisenberger | Silke Kraushaar-Pielach |
| 2007 Igls                   | Tatjana Hüfner       | Anke Wischnewski     | Silke Kraushaar         |
| 2005 Park City              | Sylke Otto           | Barbara Niedernhuber | Anke Wischnewski        |
| 2004 Nagano                 | Silke Kraushaar      | Barbara Niedernhuber | Sylke Otto              |
| 2003 Sigulda                | Sylke Otto           | Silke Kraushaar      | Barbara Niedernhuber    |
| 2001 Calgary                | Sylke Otto           | Silke Kraushaar      | Barbara Niedernhuber    |
| 2000 Saint-Moritz           | Sylke Otto           | Silke Kraushaar      | Sonja Wiedemann         |
| 1999 Königssee              | Sonja Wiedemann      | Barbara Niedernhuber | Sylke Otto              |
| 1997 Innsbruck              | Susi Erdmann         | Jana Bode            | Angelika Neuner         |
| 1996 Altenberg              | Jana Bode            | Susi Erdmann         | Gerda Weissensteiner    |
| 1995 Lillehammer            | Gabriele Kohlisch    | Susi Erdmann         | Gerda Weissensteiner    |
| 1993 Calgary                | Gerda Weissensteiner | Gabriele Kohlisch    | Doris Neuner            |
| 1991 Winterberg             | Susi Erdmann         | Gabriele Kohlisch    | Jana Bode               |
| 1990 Calgary                | Gabriele Kohlisch    | Julia Antipova       | Jana Bode               |
| 1989 Winterberg             | Susi Erdmann         | Gerda Weissensteiner | Ute Oberhoffner         |
| 1987 Innsbruck              | Cerstin Schmidt      | Gabriele Kohlisch    | Ute Oberhoffner         |
| 1985 Oberhof                | Steffi Martin        | Cerstin Schmidt      | Birgit Weise            |
| 1983 Lake Placid            | Steffi Martin        | Melitta Sollmann     | Ute Weiss               |
| 1981 Hammarstrand           | Melitta Sollmann     | Cerstin Schmidt      | Vera Zozula             |
| 1979 Königssee              | Melitta Sollmann     | Elisabeth Demleitner | Marie-Luise Rainer      |
| 1978 Imst                   | Vera Zozula          | Andrea Fendt         | Angelika Schafferer     |
| 1977 Innsbruck              | Margit Schumann      | Vera Zozula          | Margit Graf             |
| 1975 Hammarstrand           | Margit Schumann      | Ute Rührold          | Dana Spalenska          |
| 1974 Königssee              | Margit Schumann      | Elisabeth Demleitner | Ute Rührold             |
| 1973 Oberhof                | Margit Schumann      | Ute Rührold          | Eva-Maria Wernicke      |
| 1971 Valdaora               | Elisabeth Demleitner | Erika Lechner        | Barbara Piecha          |
| 1970 Königssee              | Barbara Piecha       | Christa Schmuck      | Elisabeth Demleitner    |
| 1969 Königssee              | Petra Tierlich       | Anna-Maria Müller    | Christa Schmuck         |
| 1967 Hammarstrand           | Ortrun Enderlein     | Petra Tierlich       | Helene Thurner          |
| 1965 Davos                  | Ortrun Enderlein     | Petra Tierlich       | Ilse Geisler            |
| 1963 Imst                   | Ilse Geisler         | Helene Thurner       | Janina Susczewska       |
| 1962 Krynica                | Ilse Geisler         | Gerda Rieser-Cegnar  | Danuta Nycz             |
| 1961 Girenbad               | Elisabeth Nagele     | Marianne Winkler     | Helene Thurner          |
| 1960 Garmisch-Partenkirchen | Maria Isser          | Hannelore Possmoser  | Erika Leitner           |
| 1959 Villard-de-Lans        | Elly Lieber          | Maria Isser          | Agnes Neuerer           |
| 1958 Krynica                | Maria Semczyszak     | Helena Boettcher     | Barbara Gorgon          |
| 1957 Davos                  | Maria Isser          | Helga Müller         | Brigitte Fink           |
| 1955 Oslo                   | Karla Kienzl         | Maria Isser          | Marianna Bauer          |

Par nation, nous avons le nombre de médailles suivant après 2025  :
| Rang  | Nation               | Or | Argent | Bronze | Total |
| ----- | -------------------- | -- | ------ | ------ | ----- |
| 1     | Allemagne            | 22 | 22     | 13     | 57    |
| 2     | Allemagne de l'Est   | 16 | 9      | 7      | 32    |
| 3     | Autriche             | 5  | 5      | 8      | 18    |
| 4     | Pologne              | 2  | 1      | 4      | 7     |
| 5     | Allemagne de l'Ouest | 1  | 6      | 4      | 11    |
| 6     | Italie               | 1  | 2      | 5      | 8     |
| 7     | Russie               | 1  | 2      | 2      | 5     |
| 8     | Union soviétique     | 1  | 2      | 1      | 4     |
| 9     | États-Unis           | 1  | 1      | 2      | 4     |
| 10    | Suisse               | 1  | 1      | 0      | 2     |
| 11    | Canada               | 0  | 0      | 3      | 3     |
| 12    | Tchécoslovaquie      | 0  | 0      | 1      | 1     |
|       | Ukraine              | 0  | 0      | 1      | 1     |
| Total | Total                | 51 | 51     | 51     | 153   |

##### Sprint
| Épreuve         | Or                   | Argent               | Bronze            |
| 2024 Altenberg  | Julia Taubitz        | Natalie Maag         | Elīna Ieva Vītola |
| 2023 Oberhof    | Dajana Eitberger     | Julia Taubitz        | Anna Berreiter    |
| 2021 Königssee  | Julia Taubitz        | Anna Berreiter       | Dajana Eitberger  |
| 2020 Sotchi     | Ekaterina Katnikova  | Tatiana Ivanova      | Elīza Tīruma      |
| 2019 Winterberg | Natalie Geisenberger | Julia Taubitz        | Dajana Eitberger  |
| 2017 Igls       | Erin Hamlin          | Martina Kocher       | Tatjana Hüfner    |
| 2016 Königssee  | Martina Kocher       | Natalie Geisenberger | Dajana Eitberger  |

Par nation, nous avons le nombre de médailles suivant après 2024  :
| Rang  | Nation     | Or | Argent | Bronze | Total |
| ----- | ---------- | -- | ------ | ------ | ----- |
| 1     | Allemagne  | 4  | 4      | 5      | 13    |
| 2     | Suisse     | 1  | 2      | 0      | 3     |
| 3     | Russie     | 1  | 1      | 0      | 2     |
| 4     | États-Unis | 1  | 0      | 0      | 1     |
| 5     | Lettonie   | 0  | 0      | 2      | 2     |
| Total | Total      | 7  | 7      | 7      | 21    |

#### Mixte
| Épreuve       | Or                                        | Argent                                         | Bronze                                      |
| 2025 Whistler | Allemagne - Max Langenhan - Julia Taubitz | États-Unis- Jonathan Gustafson - Emily Sweeney | Autriche- David Gleirscher - Madeleine Egle |

### Doubles

#### Doubles Hommes

##### Classique
| Épreuve                     | Or                                                    | Argent                                                  | Bronze                                                  |
| 2025 Whistler               | Allemagne Hannes Orlamünder Paul Gubitz               | Lettonie Mārtiņš Bots Roberts Plūme                     | Allemagne Tobias Wendl Tobias Arlt                      |
| 2024 Altenberg              | Autriche Juri Gatt Riccardo Schöpf                    | Autriche Thomas Steu Wolfgang Kindl                     | Allemagne Tobias Wendl Tobias Arlt                      |
| 2023 Oberhof                | Allemagne Toni Eggert Sascha Benecken                 | Allemagne Tobias Wendl Tobias Arlt                      | Autriche Yannick Müller Armin Frauscher                 |
| 2021 Königssee              | Allemagne Toni Eggert Sascha Benecken                 | Allemagne Tobias Wendl Tobias Arlt                      | Lettonie Andris Šics Juris Šics                         |
| 2020 Sotchi                 | Allemagne Toni Eggert Sascha Benecken                 | Russie Aleksandr Denisyev Vladislav Antonov             | Allemagne Tobias Wendl Tobias Arlt                      |
| 2019 Winterberg             | Toni Eggert Sascha Benecken Allemagne                 | Tobias Wendl Tobias Arlt Allemagne                      | Thomas Steu Lorenz Koller Autriche                      |
| 2017 Igls                   | Toni Eggert Sascha Benecken Allemagne                 | Tobias Wendl Tobias Arlt Allemagne                      | Robin Johannes Geueke David Gamm Allemagne              |
| 2016 Königssee              | Tobias Wendl Tobias Arlt Allemagne                    | Toni Eggert Sascha Benecken Allemagne                   | Patrick Gruber Christian Oberstolz Italie               |
| 2015 Sigulda                | Tobias Wendl Tobias Arlt Allemagne                    | Peter Penz Georg Fischler Autriche                      | Patrick Gruber Christian Oberstolz Italie               |
| 2013 Whistler               | Tobias Wendl Tobias Arlt Allemagne                    | Toni Eggert Sascha Benecken Allemagne                   | Andreas Linger Wolfgang Linger Autriche                 |
| 2012 Altenberg              | Andreas Linger Wolfgang Linger Autriche               | Toni Eggert Sascha Benecken Allemagne                   | Peter Penz Georg Fischler Autriche                      |
| 2011 Cesana                 | Andreas Linger Wolfgang Linger Autriche               | Christian Oberstolz Patrick Gruber Italie               | Andris Šics Juris Šics Lettonie                         |
| 2009 Lake Placid            | Gerhard Plankensteiner Oswald Haselrieder Italie      | André Florschütz Torsten Wustlich Allemagne             | Mark Grimmette Brian Martin États-Unis                  |
| 2008 Oberhof                | André Florschütz Torsten Wustlich Allemagne           | Tobias Wendl Tobias Arlt Allemagne                      | Tobias Schiegl Markus Schiegl Autriche                  |
| 2007 Igls                   | Patric Leitner Alexander Resch Allemagne              | Tobias Schiegl Markus Schiegl Autriche                  | Mark Grimmette Brian Martin États-Unis                  |
| 2005 Park City              | André Florschütz Torsten Wustlich Allemagne           | Patric Leitner Alexander Resch Allemagne                | Mark Grimmette Brian Martin États-Unis                  |
| 2004 Nagano                 | Patric Leitner Alexander Resch Allemagne              | André Florschütz Torsten Wustlich Allemagne             | Mark Grimmette Brian Martin États-Unis                  |
| 2003 Sigulda                | Andreas Linger Wolfgang Linger Autriche               | Tobias Schiegl Markus Schiegl Autriche                  | Patric Leitner Alexander Resch Allemagne                |
| 2001 Calgary                | André Florschütz Torsten Wustlich Allemagne           | Steffen Skel Steffen Wöller Allemagne                   | Tobias Schiegl Markus Schiegl Autriche                  |
| 2000 St. Moritz             | Patric Leitner Alexander Resch Allemagne              | Steffen Skel Steffen Wöller Allemagne                   | Mark Grimmette Brian Martin États-Unis                  |
| 1999 Königssee              | Patric Leitner Alexander Resch Allemagne              | Tobias Schiegl Markus Schiegl Autriche                  | Mark Grimmette Brian Martin États-Unis                  |
| 1997 Igls                   | Tobias Schiegl Markus Schiegl Autriche                | Stefan Krausse Jan Behrendt Allemagne                   | Steffen Skel Steffen Wöller Allemagne                   |
| 1996 Altenberg              | Tobias Schiegl Markus Schiegl Autriche                | Chris Thorpe Gordon Sheer États-Unis                    | Gerhard Plankensteiner Oswald Haselrieder Italie        |
| 1995 Lillehammer            | Stefan Krausse Jan Behrendt Allemagne                 | Chris Thorpe Gordy Sheer États-Unis                     | Kurt Brugger Wilfried Huber Italie                      |
| 1993 Calgary                | Stefan Krausse Jan Behrendt Allemagne                 | Hansjörg Raffl Norbert Huber Italie                     | Kurt Brugger Wilfried Huber Italie                      |
| 1991 Winterberg             | Stefan Krausse Jan Behrendt Allemagne                 | Yves Mankel Thomas Rudolph Allemagne                    | Hansjörg Raffl Norbert Huber Italie                     |
| 1990 Calgary                | Hansjörg Raffl Norbert Huber Italie                   | Kurt Brugger Wilfried Huber Italie                      | Jörg Hoffmann Jochen Pietzsch Allemagne de l'Est        |
| 1989 Winterberg             | Stefan Krausse Jan Behrendt Allemagne de l'Est        | Hansjörg Raffl Norbert Huber Italie                     | Jörg Hoffmann Jochen Pietzsch Allemagne de l'Est        |
| 1987 Igls                   | Jörg Hoffmann Jochen Pietzsch Allemagne de l'Est      | Stefan Ilsanker Georg Hackl Allemagne de l'Ouest        | Thomas Schwab Wolfgang Staudinger Allemagne de l'Ouest  |
| 1985 Oberhof                | Jörg Hoffmann Jochen Pietzsch Allemagne de l'Est      | René Keller Lutz Kühnlenz Allemagne de l'Est            | Vitaliy Melnik Dimitriy Alekseyev Union soviétique      |
| 1983 Lake Placid            | Jörg Hoffmann Jochen Pietzsch Allemagne de l'Est      | Hansjörg Raffl Norbert Huber Italie                     | Hans Stangassinger Franz Wembacher Allemagne de l'Ouest |
| 1981 Hammarstrand           | Bernd Hahn Ulrich Hahn Allemagne de l'Est             | Bernd Oberhoffner Jörg-Dieter Ludwig Allemagne de l'Est | Hans Stangassinger Franz Wembacher Allemagne de l'Ouest |
| 1979 Königssee              | Hans Brandner Balthasar Schwarm Allemagne de l'Ouest  | Hans Rinn Norbert Hahn Allemagne de l'Est               | Anton Winkler Franz Wembacher Allemagne de l'Ouest      |
| 1978 Imst                   | Dainis Bremse Algars Kirkis URS                       | Valeriy Yakuzhin Vladimir Zhitov URS                    | Hans Rinn Norbert Hahn Allemagne de l'Est               |
| 1977 Igls                   | Hans Rinn Norbert Hahn Allemagne de l'Est             | Karl Brunner Peter Gschnitzer Italie                    | Hans Brandner Balthasar Schwarm Allemagne de l'Ouest    |
| 1975 Hammarstrand           | Hans Rinn Norbert Hahn Allemagne de l'Est             | Horst Müller Hans-Jörg Neumann Allemagne de l'Est       | Rudolf Schmid Franz Schachner Autriche                  |
| 1974 Königssee              | Bernd Hahn Ulrich Hahn Allemagne de l'Est             | Henning Schulze Hans-Jörg Neumann Allemagne de l'Est    | Rudolf Schmid Franz Schachner Autriche                  |
| 1973 Oberhof                | Horst Hömlein Reinhard Bredow Allemagne de l'Est      | Hans Rinn Norbert Hahn Allemagne de l'Est               | Paul Hildgartner Walter Plaikner Italie                 |
| 1971 Olang                  | Paul Hildgartner Walter Plaikner Italie               | Manfred Schmid Ewald Walch Autriche                     | Horst Hömlein Reinhard Bredow Allemagne de l'Est        |
| 1970 Königssee              | Manfred Schmid Ewald Walch Autriche                   | Klaus Bonsack Thomas Köhler Allemagne de l'Est          | Horst Hömlein Reinhard Bredow Allemagne de l'Est        |
| 1969 Königssee              | Manfred Schmid Ewald Walch Autriche                   | Horst Hömlein Reinhard Bredow Allemagne de l'Est        | Klaus Bonsack Michael Köhler Allemagne de l'Est         |
| 1967 Hammarstrand           | Klaus Bonsack Thomas Köhler Allemagne de l'Est        | Manfred Schmid Ewald Walch Autriche                     | Siegfried Maier Ernesto Maier Italie                    |
| 1965 Davos                  | Wolfgang Scheidel Thomas Köhler Allemagne de l'Est    | Klaus Bonsack Thomas Köhler Allemagne de l'Est          | Horst Hömlein Rolf Fuchs Allemagne de l'Est             |
| 1963 Imst                   | Ryszard Pędrak-Janowicz Lucjan Kudzia Pologne         | Edward Fender Mieczysław Pawełkiewicz Pologne           | Anton Venier Ewald Walch Autriche                       |
| 1962 Krynica                | Giovanni Graber Gianpaolo Ambrosi Italie              | Fritz Nachmann Max Leo Allemagne de l'Ouest             | Manfred Novotný Petr Škrabálek Tchécoslovaquie          |
| 1961 Girenbad               | Roman Pichler Enrico Prinot Italie                    | David Moroder Raimondo Prinot Italie                    | Helmut Thaler Reinhold Senn Autriche                    |
| 1960 Garmisch-Partenkirchen | Reinhold Frosch Ewald Walch Autriche                  | Herbert Thaler Helmut Thaler Autriche                   | Horst Tiedge Hans Plenk Allemagne de l'Ouest            |
| 1958 Krynica                | Fritz Nachmann Josef Strillinger Allemagne de l'Ouest | Jerzy Koszla Janina Susczewska Pologne                  | Ryszard Pędrak-Janowicz Halina Lacheta Pologne          |
| 1957 Davos                  | Fritz Nachmann Josef Strillinger Allemagne de l'Ouest | Giorgio Pichler Giovanni Graber Italie                  | Erich Raffl Ewald Walch Autriche                        |
| 1955 Oslo                   | Hans Krausner Josef Thaler Autriche                   | Josef Isser Maria Isser Autriche                        | Josef Strillinger Fritz Nachmann Allemagne de l'Ouest   |

Par nation, nous avons le nombre de médailles suivant après 2025  :
| Rang  | Nation               | Or | Argent | Bronze | Total |
| ----- | -------------------- | -- | ------ | ------ | ----- |
| 1     | Allemagne            | 19 | 15     | 6      | 40    |
| 2     | Allemagne de l'Est   | 11 | 9      | 7      | 27    |
| 3     | Autriche             | 10 | 9      | 11     | 30    |
| 4     | Italie               | 5  | 8      | 8      | 21    |
| 5     | Allemagne de l'Ouest | 3  | 2      | 7      | 12    |
| 6     | Pologne              | 1  | 2      | 1      | 4     |
| 7     | Union soviétique     | 1  | 1      | 1      | 3     |
| 8     | États-Unis           | 2  | 6      | 8      |       |
| 9     | Lettonie             | 0  | 1      | 2      | 3     |
| 10    | Russie               | 0  | 1      | 0      | 1     |
| 11    | Tchécoslovaquie      | 0  | 0      | 1      | 1     |
| Total | Total                | 50 | 50     | 50     | 150   |

##### Sprint
| Épreuve         | Or                                          | Argent                                   | Bronze                                    |
| 2024 Altenberg  | Lettonie Mārtiņš Bots Roberts Plūme         | Autriche Thomas Steu Wolfgang Kindl      | Autriche Juri Gatt Riccardo Schöpf]       |
| 2023 Oberhof    | Allemagne Toni Eggert Sascha Benecken       | Allemagne Tobias Wendl Tobias Arlt       | Autriche Yannick Müller Armin Frauscher   |
| 2021 Königssee  | Allemagne Tobias Wendl Tobias Arlt          | Lettonie Andris Šics Juris Šics          | Allemagne Toni Eggert Sascha Benecken     |
| 2020 Sotchi     | Russie Aleksandr Denisyev Vladislav Antonov | Italie Emanuel Rieder Simon Kainzwaldner | Allemagne Tobias Wendl Tobias Arlt        |
| 2019 Winterberg | Toni Eggert Sascha Benecken Allemagne       | Tobias Wendl Tobias Arlt Allemagne       | Thomas Steu Lorenz Koller Autriche        |
| 2017 Igls       | Tobias Wendl Tobias Arlt Allemagne          | Peter Penz Georg Fischler Autriche       | Toni Eggert Sascha Benecken Allemagne     |
| 2016 Königssee  | Tobias Wendl Tobias Arlt Allemagne          | Peter Penz Georg Fischler Autriche       | Christian Oberstolz Patrick Gruber Italie |

Par nation, nous avons le nombre de médailles suivant après 2024  :
| Rang  | Nation    | Or | Argent | Bronze | Total |
| ----- | --------- | -- | ------ | ------ | ----- |
| 1     | Allemagne | 5  | 2      | 3      | 10    |
| 2     | Lettonie  | 1  | 1      | 0      | 2     |
| 3     | Russie    | 1  | 0      | 0      | 1     |
| 4     | Autriche  | 0  | 3      | 3      | 6     |
| 5     | Italie    | 0  | 1      | 1      | 2     |
| Total | Total     | 7  | 7      | 7      | 21    |

#### Doubles Femmes

##### Classique
| Épreuve         | Or                                              | Argent                                          | Bronze                                         |
| 2025 Whistler   | Autriche Selina Egle Lara Michaela Kipp         | Allemagne Jessica Degenhardt Cheyenne Rosenthal | Allemagne Dajana Eitberger Magdalena Matschina |
| 2024 Altenberg  | Autriche Selina Egle Lara Michaela Kipp         | Lettonie Anda Upīte Zane Kaluma                 | États-Unis Chevonne Forgan Sophia Kirkby       |
| 2023 Oberhof    | Allemagne Jessica Degenhardt Cheyenne Rosenthal | Autriche Selina Egle Lara Michaela Kipp         | Italie Andrea Vötter Marion Oberhofer          |
| 2022 Winterberg | Allemagne Jessica Degenhardt Cheyenne Rosenthal | Allemagne Luisa Romanenko Pauline Patz          | États-Unis Chevonne Forgan Sophia Kirkby       |

Par nation, nous avons le nombre de médailles suivant après 2025  :
| Rang  | Nation     | Or | Argent | Bronze | Total |
| ----- | ---------- | -- | ------ | ------ | ----- |
| 1     | Allemagne  | 2  | 2      | 1      | 5     |
| 2     | Autriche   | 2  | 1      | 0      | 3     |
| 3     | Lettonie   | 0  | 1      | 0      | 1     |
| 4     | États-Unis | 0  | 0      | 2      | 2     |
| 5     | Italie     | 0  | 0      | 1      | 1     |
| Total | Total      | 4  | 4      | 4      | 12    |

##### Sprint
| Épreuve        | Or                                              | Argent                                  | Bronze                                     |
| 2024 Altenberg | Italie Andrea Vötter Marion Oberhofer           | Lettonie Anda Upīte Zane Kaluma         | Lettonie Marta Robežniece Kitija Bogdanova |
| 2023 Oberhof   | Allemagne Jessica Degenhardt Cheyenne Rosenthal | Autriche Selina Egle Lara Michaela Kipp | Italie Andrea Vötter Marion Oberhofer      |

Par nation, nous avons le nombre de médailles suivant après 2024  :
| Rang  | Nation    | Or | Argent | Bronze | Total |
| ----- | --------- | -- | ------ | ------ | ----- |
| 1     | Italie    | 1  | 0      | 1      | 2     |
| 2     | Allemagne | 1  | 0      | 0      | 1     |
| 3     | Lettonie  | 0  | 1      | 1      | 2     |
| 4     | Autriche  | 0  | 1      | 0      | 1     |
| Total | Total     | 2  | 2      | 2      | 6     |

#### Mixte
| Épreuve       | Or                                         | Argent                                                       | Bronze                                                 |
| 2025 Whistler | Autriche- Steu / Kindl ♂♂ - Egle / Kipp ♀♀ | Allemagne- Orlamünder / Gubitz ♂♂ - Eitberger / Matschina ♀♀ | Allemagne- Wendl / Arlt ♂♂ - Degenhardt / Rosenthal ♀♀ |

### Relais
| Épreuve          | Or | Argent | Bronze |
| 2025 Whistler    | Allemagne Julia Taubitz Orlamünder / Gubitz Max Langenhan Degenhardt / Rosenthal                         | Autriche Madeleine Egle Steu / Kindl Nico Gleirscher Egle Kipp                                            | Canada Embyr-Lee Susko Wardrope / Zajanski Theo Downey Podulsky / Allan                                               |
| 2024 Altenberg   | Allemagne Julia Taubitz Wendl / Arlt Max Langenhan Eitberger / Schirmer                                  | États-Unis Summer Britcher Ike / Kellogg Tucker West Forgan / Kirkby                                      | Lettonie Elīna Ieva Vītola Bots / Plūme Kristers Aparjods Upīte / Kaluma                                              |
| 2023 Oberhof     | Allemagne Anna Berreiter Max Langenhan Eggert / Benecken                                                 | Autriche Madeleine Egle Jonas Müller Steu / Koller                                                        | Lettonie Kendija Aparjode Kristers Aparjods Bots / Plūme                                                              |
| 2021 Königssee   | Autriche Madeleine Egle David Gleirscher Steu / Koller                                                   | Allemagne Julia Taubitz Felix Loch Eggert / Benecken                                                      | Lettonie Kendija Aparjode Kristers Aparjods Šics / Šics                                                               |
| 2020 Sotchi      | Allemagne Julia Taubitz Johannes Ludwig Toni Eggert / Sascha Benecken                                    | Lettonie Kendija Aparjode Kristers Aparjods Andris Šics / Juris Šics                                      | États-Unis Summer Britcher Tucker West Chris Mazdzer / Jayson Terdiman                                                |
| 2019 Winterberg  | Russie Tatiana Ivanova Semen Pavlichenko Yuzhakov / Prokhorov                                            | Autriche Hannah Prock Reinhard Egger Steu / Koller                                                        | Allemagne Natalie Geisenberger Felix Loch Eggert / Benecken                                                           |
| 2017 Igls        | Allemagne Tatjana Hüfner Johannes Ludwig Toni Eggert / Sascha Benecken                                   | États-Unis Erin Hamlin Tucker West Matthew Mortensen / Jayson Terdiman                                    | Russie Tatiana Ivanova Roman Repilov Alexander Denisyev / Vladislav Antonov                                           |
| 2016 Königssee   | Allemagne Natalie Geisenberger Felix Loch Tobias Wendl / Tobias Arlt                                     | Lettonie Elīza Tīruma Inārs Kivlenieks Andris Šics / Juris Šics                                           | Canada Alex Gough Mitchel Malyk Tristan Walker / Justin Snith                                                         |
| 2015 Sigulda     | Allemagne Natalie Geisenberger Felix Loch Tobias Wendl / Tobias Arlt                                     | Russie Tatiana Ivanova Semen Pavlichenko Andrey Bogdanov / Andrey Medvedev                                | Canada Alex Gough Samuel Edney Tristan Walker / Justin Snith                                                          |
| 2013 Whistler    | Allemagne Natalie Geisenberger Felix Loch Tobias Wendl / Tobias Arlt                                     | Canada Alex Gough Samuel Edney Tristan Walker / Justin Snith                                              | Lettonie Eliza Tiruma Inars Kivlenieks Andris Sics / Juris Sics                                                       |
| 2012 Altenberg   | Allemagne Tatjana Hüfner Felix Loch Toni Eggert / Sascha Benecken                                        | Russie Tatiana Ivanova Albert Demchenko Vladislav Yuzhakov / Vladimir Makhnutin                           | Canada Alex Gough Samuel Edney Tristan Walker / Justin Snith                                                          |
| 2009 Lake Placid | Allemagne Felix Loch Natalie Geisenberger André Florschütz Torsten Wustlich                              | Autriche Daniel Pfister Nina Reithmayer Peter Penz Georg Fischler                                         | Lettonie Guntis Rekis Maija Tiruma Andris Sics Juris Sics                                                             |
| 2008 Oberhof     | Allemagne André Florschütz Torsten Wustlich Natalie Geisenberger Felix Loch                              | Autriche Tobias Schiegl Markus Schiegl Nina Reithmayer Martin Abentung                                    | Lettonie Andris Sics Juris Sics Maija Tiruma Guntis Rekis                                                             |
| 2007 Igls        | Allemagne David Möller Silke Kraushaar-Pielach Patric Leitner Alexander Resch                            | Italie Armin Zöggeler Sandra Gasparini Christian Oberstolz Patrick Gruber                                 | Autriche Daniel Pfister Nina Reithmayer Peter Penz Georg Fischler                                                     |
| 2005 Park City   | Allemagne André Florschütz Torsten Wustlich Sylke Otto Georg Hackl                                       | États-Unis Mark Grimmette Brian Martin Ashley Hayden Tony Benshoof                                        | Italie Christian Oberstolz Patrick Gruber Anastasia Oberstolz-Antonova Armin Zöggeler                                 |
| 2004 Nagano      | Allemagne David Möller Barbara Niedernhuber Patric Leitner Alexander Resch                               | États-Unis Mark Grimmette Brian Martin Ashley Hayden Tony Benshoof                                        | Italie Christian Oberstolz Patrick Gruber Anastasia Oberstolz-Antonova Armin Zöggeler                                 |
| 2003 Sigulda     | Allemagne Georg Hackl Sylke Otto Patric Leitner Alexander Resch                                          | Lettonie Mārtiņš Rubenis Anna Orlova Zigmars Berkolds Sandris Berzins                                     | Autriche Reiner Margreiter Sonja Manzenreiter Andreas Linger Wolfgang Linger                                          |
| 2001 Calgary     | Allemagne Georg Hackl Silke Kraushaar Patric Leitner Steffen Wöller                                      | Allemagne Jens Müller Sylke Otto Patric Leitner Alexander Resch                                           | États-Unis Mark Grimmette Becky Wilczak Ashley Hayden Tony Benshoof                                                   |
| 2000 St. Moritz  | Allemagne Georg Hackl Silke Kraushaar Steffen Skel Alexander Resch                                       | États-Unis Mark Grimmette Brian Martin Ashley Hayden Tony Benshoof                                        | Autriche Markus Prock Angelika Neuner Tobias Schiegl Markus Schiegl                                                   |
| 1999 Königssee   | Autriche Markus Prock Andrea Tagwerker Tobias Schiegl Markus Schiegl                                     | Allemagne Robert Fegg Silke Kraushaar André Florschütz Torsten Wustlich                                   | Allemagne Georg Hackl Sylke Otto Patric Leitner Alexander Resch                                                       |
| 1997 Igls        | Autriche Markus Prock Gerhard Gleirscher Andrea Tagwerker Angelika Neuner Tobias Schiegl Markus Schiegl  | Allemagne Georg Hackl Jens Müller Silke Kraushaar Sylke Otto Stefan Krauße Jan Behrendt                   | Italie Wilfried Huber Armin Zöggeler Natalie Obkircher Gerda Weissensteiner Gerhard Plankensteiner Oswald Haselrieder |
| 1996 Altenberg   | Autriche Markus Prock Gerhard Gleirscher Angelika Neuner Andrea Tagwerker Tobias Schiegl Markus Schiegl  | Allemagne Georg Hackl Jens Müller Jana Bode Gabriele Kohlisch Stefan Krauße Jan Behrendt                  | Italie Wilfried Huber Armin Zöggeler Natalie Obkircher Gerda Weissensteiner Gerhard Plankensteiner Oswald Haselrieder |
| 1995 Lillehammer | Allemagne Georg Hackl Jens Müller Gabriele Kohlisch Susi Erdmann Stefan Krauße Jan Behrendt              | Italie Arnold Huber Armin Zöggeler Natalie Obkircher Gerda Weissensteiner Kurt Brugger Wilfried Huber     | Autriche Markus Kleinheinz Markus Prock Angelika Neuner Doris Neuner Tobias Schiegl Markus Schiegl                    |
| 1993 Calgary     | Allemagne Georg Hackl René Friedl Gabriele Kohlisch Susi Erdmann Stefan Krauße Jan Behrendt              | Autriche Robert Manzenreiter Markus Prock Angelika Neuner Doris Neuner Tobias Schiegl Markus Schiegl      | Italie Arnold Huber Gerhard Plankensteiner Natalie Obkircher Gerda Weissensteiner Hansjörg Raffl Norbert Huber        |
| 1991 Winterberg  | Allemagne Georg Hackl Jens Müller Susi Erdmann Gabriele Kohlisch Stefan Krauße Jan Behrendt              | Autriche Robert Manzenreiter Markus Prock Doris Neuner Andrea Tagwerker Gerhard Gleirscher Markus Schmidt | Italie Arnold Huber Gerhard Plankensteiner Natalie Obkircher Gerda Weissensteiner Hansjörg Raffl Norbert Huber        |
| 1990 Calgary     | Allemagne de l'Est Jens Müller Thomas Jacob Gabriele Kohlisch Susi Erdmann Jörg Hoffmann Jochen Pietzsch | Italie Arnold Huber Norbert Huber Nadia Prinoth Gerda Weissensteiner Hansjörg Raffl                       | Union soviétique Sergey Danilin Andrey Rochilov Yuliya Antipova Natalia Yakushenko Igor Lobanov Gennady Belyakov      |
| 1989 Winterberg  | Italie Norbert Huber Gerhard Plankensteiner Gerda Weissensteiner Veronika Oberhuber Hansjörg Raffl       | Allemagne de l'Est Jens Müller René Friedl Susi Erdmann Ute Oberhoffner Stefan Krauße Jan Behrendt        | Union soviétique Sergey Danilin Yuri Kharchenko Yuliya Antipova Irina Kusakina Yevgeny Belousov Aleksandr Belyakov    |

Par nation, nous avons le nombre de médailles suivant après 2025 :
| Rang  | Nation             | Or | Argent | Bronze | Total |
| ----- | ------------------ | -- | ------ | ------ | ----- |
| 1     | Allemagne          | 20 | 6      | 2      | 28    |
| 2     | Autriche           | 4  | 7      | 4      | 15    |
| 3     | Italie             | 1  | 3      | 6      | 10    |
| 4     | Russie             | 1  | 2      | 1      | 4     |
| 5     | Allemagne de l'Est | 1  | 1      | 0      | 2     |
| 6     | États-Unis         | 4  | 2      | 6      |       |
| 7     | Lettonie           | 0  | 3      | 6      | 9     |
| 8     | Canada             | 0  | 1      | 4      | 5     |
| 9     | Union soviétique   | 0  | 0      | 2      | 2     |
| Total | Total              | 27 | 27     | 27     | 81    |

## Titres cumulatifs
Par nation, nous avons le nombre de médailles suivant après 2023 :
| Rang  | Nation               | Or  | Argent | Bronze | Total |
| ----- | -------------------- | --- | ------ | ------ | ----- |
| 1     | Allemagne            | 80  | 65     | 36     | 181   |
| 2     | Allemagne de l'Est   | 35  | 27     | 23     | 85    |
| 3     | Autriche             | 26  | 35     | 43     | 104   |
| 4     | Italie               | 16  | 18     | 33     | 67    |
| 5     | Allemagne de l'Ouest | 12  | 12     | 14     | 38    |
| 6     | Russie               | 7   | 9      | 5      | 21    |
| 7     | Pologne              | 5   | 6      | 5      | 16    |
| 8     | États-Unis           | 3   | 6      | 10     | 19    |
| 9     | Union soviétique     | 3   | 4      | 5      | 12    |
| 10    | Suisse               | 2   | 3      | 0      | 5     |
| 11    | Canada               | 1   | 1      | 6      | 8     |
| 12    | RFL                  | 1   | 1      | 0      | 2     |
| 13    | Norvège              | 1   | 0      | 0      | 1     |
| 14    | Lettonie             | 0   | 5      | 9      | 14    |
| 15    | Tchécoslovaquie      | 0   | 0      | 2      | 2     |
| 16    | Ukraine              | 0   | 0      | 1      | 1     |
| Total | Total                | 192 | 192    | 192    | 576   |